# Ла-ан-дер-Тайа
Лаа-ан-дер-Тайя (нім. Laa an der Thaya) — місто з 6275 мешканцями (станом на 1 січня 2023 р.) у північному районі Вайнфіртель у Нижній Австрії, безпосередньо на кордоні з Чехією (або Моравія) знаходиться.

## Географія

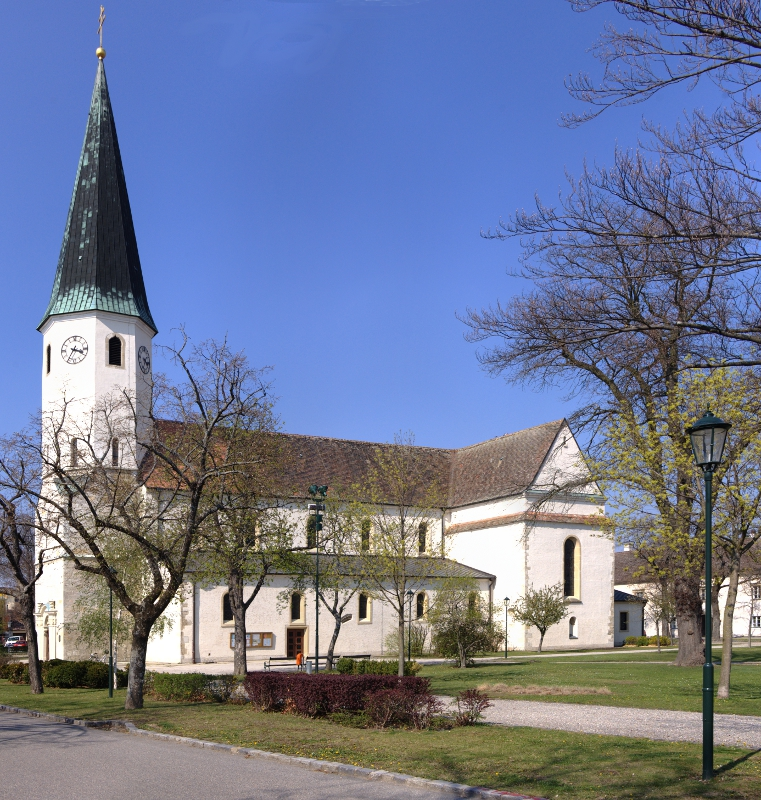
Католицька парафіяльна церква Лаа-ан-дер-Тайя

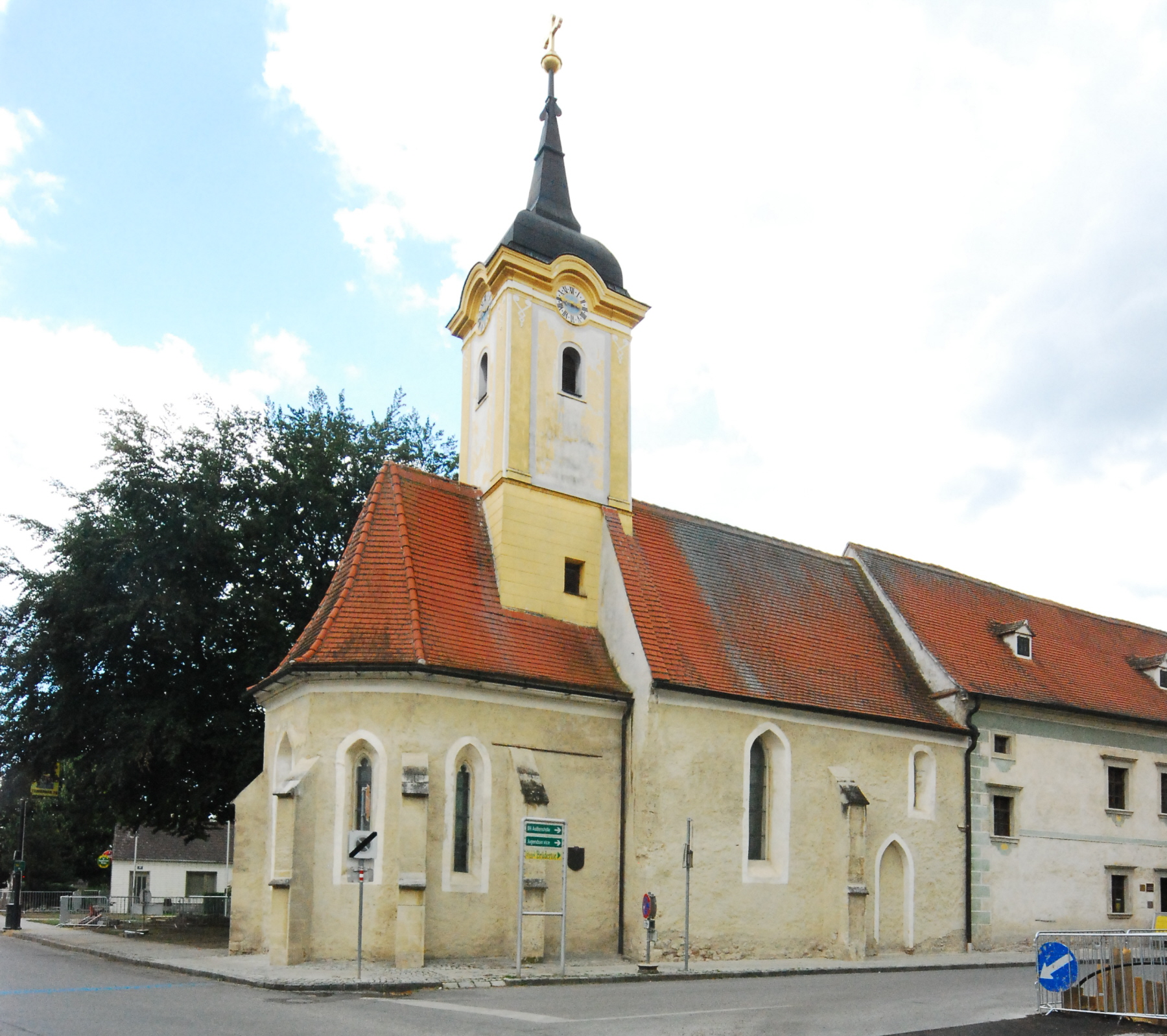
Міська лікарня з лікарняною церквою

Лаа розташоване на півночі Вайнфіртеля в Нижній Австрії та перетворилося на центр верхнього Вайнфіртеля. Площа муніципалітету займає 72,89 кв км². 2.87 % території вкрито лісом. Річка Тайя була змішена в 19 столітті, і тому вона більше не проходить через місто. Місто перетинає лише штучно створений каналТайямюльбах.

## Конгрегаційна структура
Муніципальна територія включає наступні шість населених пунктів (кількість жителів станом на 1 січня 2023):
- Ханфталь (565)
- Коттінгнойзідль (300)
- Ла-ан-дер-Тайа (4873)
- Рухоф (2)
- Унгерндорф (129) в т.ч. Унгерндорф Хоф
- Вульзесхофен (494) в т.ч. Блауштауденхоф і Гейзельбрехтхоф}}

Громада складається з кадастрових громад Блауштауденхоф, Гейзельбрехтхоф, Ханфталь,  Коттінгнойзідль, Ла ан дер Тайа, Лааерські садиби, Лаер Клафтер, Пернгофен, Рухоф, Унгерндорф і Вульзесхофен.